# Wasemer Turm

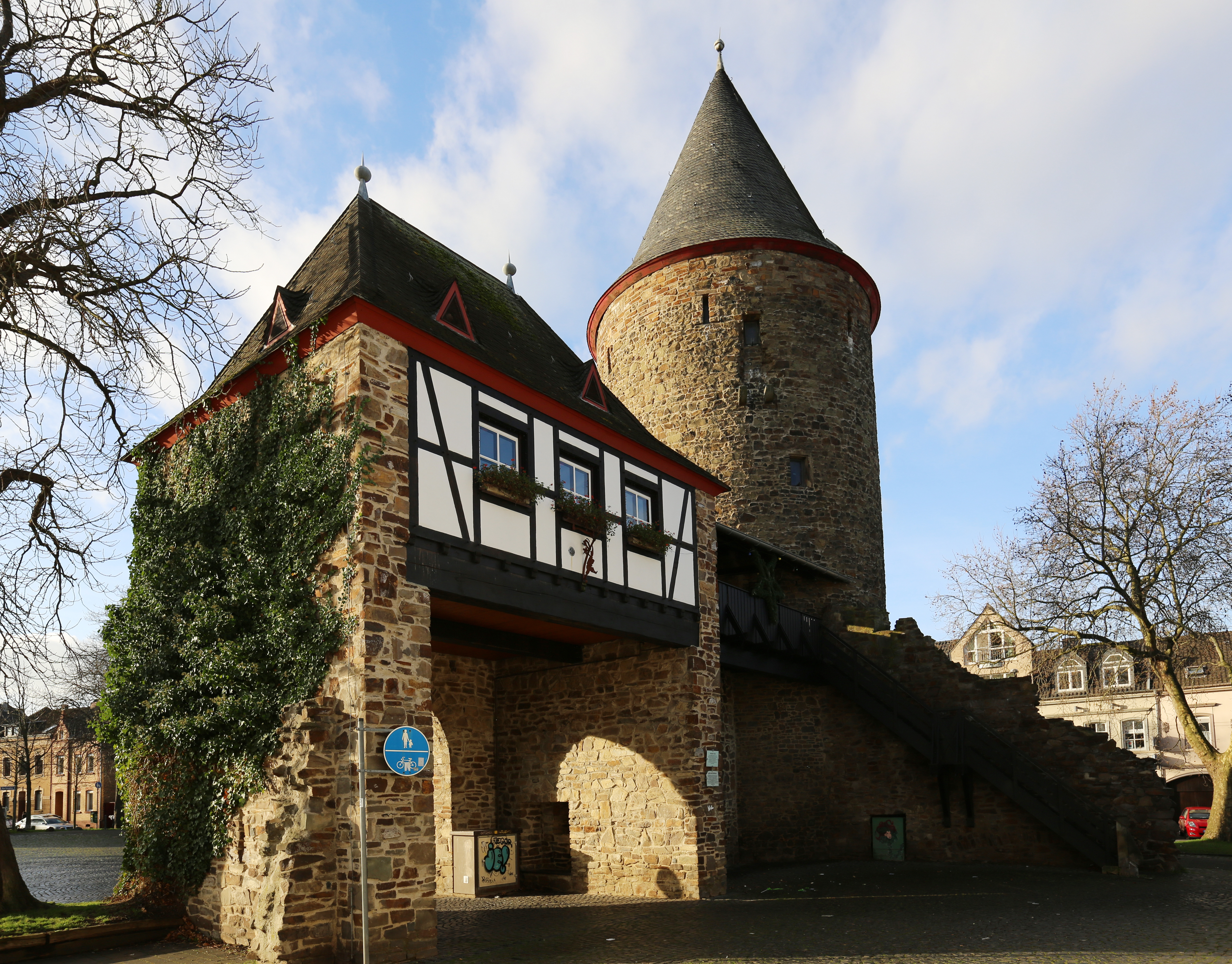
Der Wasemer Turm im Jahr 2015; hier die der Innenstadt zugewandte Seite des Turm- und Torensembles

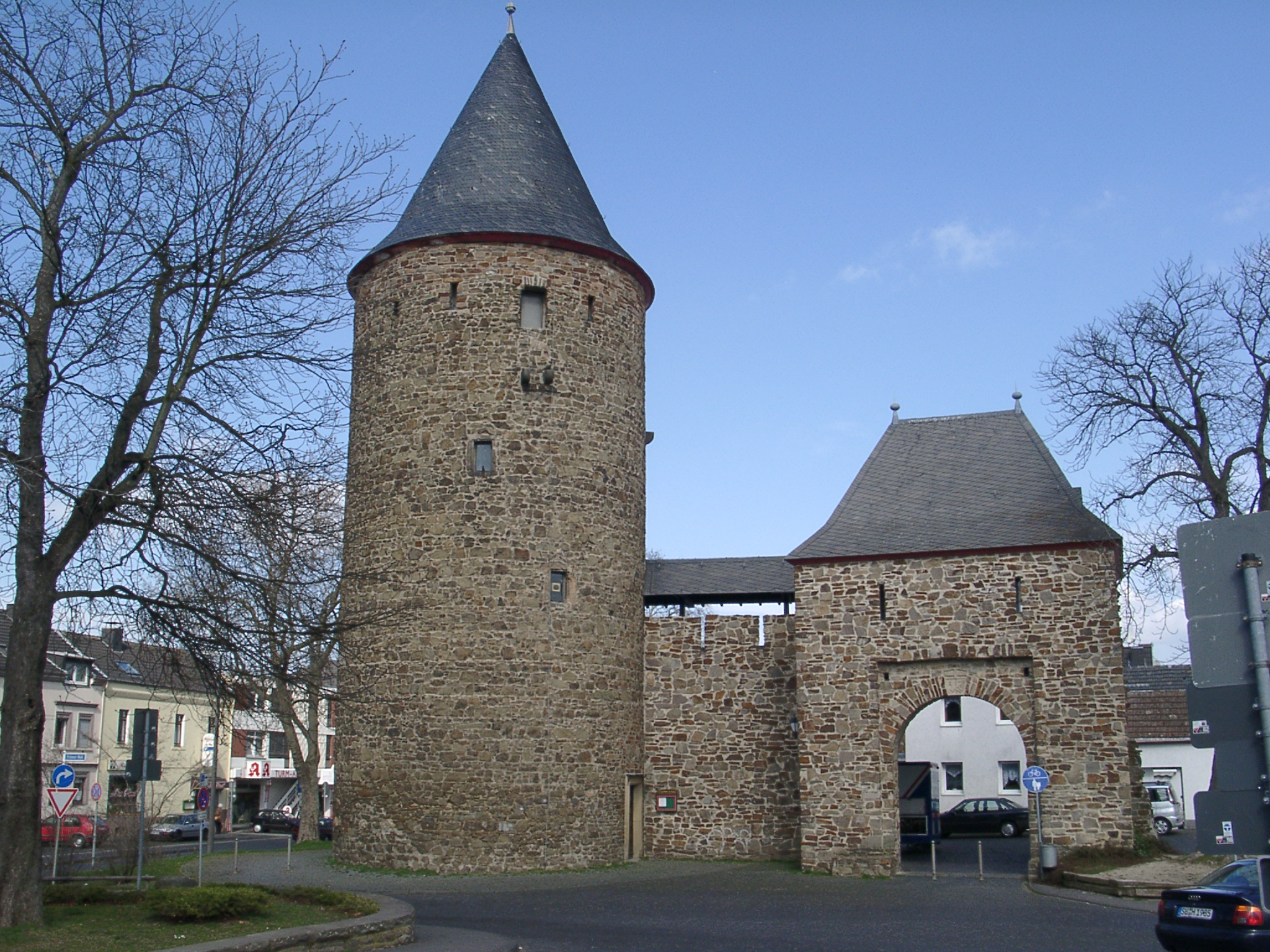
Der Turm mit dem rekonstruierten Neutor von der Südseite

Der Wasemer Turm ist ein stadtbildprägender Rundturm aus dem 13. Jahrhundert in Rheinbach. 

## Geschichte
Der Turm befindet sich heute im Stadtzentrum an der Martinstraße und dem Prümer Wall; ursprünglich war er Teil der mittelalterlichen Stadtbefestigung. Errichtet aus Bruchsteinen sowie teilweise aus römischem Gussmauerwerk, das aus dem Abbau des vormals das Stadtgebiet durchquerenden Römerkanals gewonnen worden war, stand er an der südwestlichen Ecke der 1820 abgetragenen Stadtmauer. Der dreigeschossige Turm verfügt über ungewöhnlich massive Mauern, eine innenliegende Mauertreppe und zwei Kamine. Der Zugang erfolgte über den Wehrgang der Stadtmauer. Ein massiver Zinnenkranz wurde in der Neuzeit durch eine Dachhaube ersetzt. 
Der Wasemer Turm, der früher auch als „Gaseler“ oder „Baseller Turm“ (1659) und „Waßer Turm“ (1705) bezeichnet wurde, war nach dem Bergfried der Rheinbacher Burg (dem heute freistehenden Hexenturm) der zweithöchste Wehrturm der befestigten Stadt. Er wurde im 16. und 17. Jahrhundert als Gefängnis genutzt. 
In den 1980er Jahren konnte östlich an den Turm angelehnt ein früheres Stadttor, das Neutor, archäologisch nachgewiesen werden. Dieses Tor wurde vermutlich zum Ende des 17. Jahrhunderts in die vorher hier geschlossene Stadtmauer eingesetzt. Ebenso wurden Fundamente einer Brücke gefunden, die den Zugang zum Neutor über den vormals die Stadt umgebenden und im 19. Jahrhundert zugeschütteten Wassergraben ermöglichte. 1983 wurde das Neutor auf den Originalfundamenten wieder aufgebaut und mit dem Wasemer Tor verbunden.
Seit 1973 ist der Wasemer Turm von der Stadt an das Stadtsoldatencorps 1905 Rheinbach e.V. verpachtet. Auch das rekonstruierte Neutor wurde dem Corps zur Verfügung gestellt.